# Кафезал-ду-Сул
Кафезал-ду-Сул (порт. Cafezal do Sul) — муниципалитет в Бразилии, входит в штат Парана. Составная часть мезорегиона Северо-запад штата Парана. Входит в экономико-статистический микрорегион Умуарама. Население составляет 3793 человека на 2006 год. Занимает площадь 336,205 км². Плотность населения — 11,3 чел./км².

## История
Город основан 24 июля 1992 года.

## Статистика
- Валовой внутренний продукт на 2003 год составляет 27 522 729,00 реалов (данные: Бразильский институт географии и статистики).
- Валовой внутренний продукт на душу населения на 2003 год составляет 6576,52 реалов (данные: Бразильский институт географии и статистики).
- Индекс развития человеческого потенциала на 2000 год составляет 0,730 (данные: Программа развития ООН).